# Un petit jeu sans conséquence (pièce de théâtre)
Pour le film, voir Un petit jeu sans conséquence.
Un petit jeu sans conséquence est une pièce de théâtre française écrite par Jean Dell et Gérald Sibleyras, mise en scène par Stéphane Hillel. Elle a été représentée pour la première fois le 27 août 2002 au Théâtre La Bruyère. Elle a été jouée ensuite au Petit théâtre de Paris.
La pièce remporte un franc succès public et critique (5 molières en 2003), a été adaptée au cinéma en 2004 par Bernard Rapp et est régulièrement reprise au théâtre, dont une représentation a été diffusée en direct sur France 2 le lundi 27 avril 2015 en préambule à la soirée des Molières.
Cette nouvelle distribution part en tournée en 2016 en France et en Belgique.

## Distribution originale
- Valérie Karsenti / Alexandra Mercouroff : Claire
- Marc Fayet : François
- José Paul : Serge
- Gérard Loussine puis Lionel Abelanski : Patrick
- Éliza Maillot : Axelle

## Distribution en avril 2015[5]
- Bruno Solo : François
- Isabelle Gélinas : Claire
- Bruno Salomone : Serge
- Constance Dollé : Axelle
- Lionel Abelanski : Patrick

## Synopsis
Claire et François vivent ensemble depuis 12 ans. Ils pensaient que l'annonce de leur séparation au détour d'une journée entre amis à la campagne troublerait l'ambiance. Bien au contraire...

## Nominations et victoires aux Molières 2003
Avec 8 nominations et 5 victoires, Un petit jeu sans conséquence domine la 17e Nuit des Molières organisée le 12 mai 2003 :
- Molière du metteur en scène pour Stéphane Hillel
- Molière de la révélation théâtrale masculine pour Marc Fayet
- Molière de la révélation théâtrale féminine pour Valérie Karsenti
- Molière du spectacle de création française pour le Théâtre La Bruyère
- Molière du théâtre privé pour la pièce
- Nomination de José Paul et de Gérard Loussine au Molière du comédien dans un second rôle
- Nomination d'Éliza Maillot au Molière de la comédienne dans un second rôle
- Nomination de Jean Dell et de Gérald Sibleyras au Molière de l'auteur francophone vivant